# Niels Fredborg
Niels Fredborg, född 26 oktober 1946 i Odder, Danmark, är en tidigare dansk cyklist inom bancykling. Han har vunnit tre medaljer under de olympiska cykeltävlingarna. Han tog guld i kilometerlopp herrar under de olympiska sommarspelen 1972 i München och tog den enda danska medaljen under de spelen. Han tog silver i samma gren under de olympiska sommarspelen 1968 i Mexico City och brons i samma gren under olympiska sommarspelen 1976 i Montréal.
Fredborg vann kilometerloppen vid världsmästerskapen på bana 1967, 1968 och 1970.
Han tävlade som professionell mellan 1976 och 1980.